# Río Acarí
Der Río Acarí ist ein 215 km langer Zufluss des Pazifischen Ozeans im Südwesten von Peru in den Verwaltungsregionen Ayacucho und Arequipa.

## Flusslauf
Der Río Acarí entspringt im Anden-Hochland nördlich des Sees Laguna Huancaccocha auf einer Höhe von etwa 4400 m. Das Einzugsgebiet des Río Acarí oberhalb von Flusskilometer 65 liegt innerhalb der Provinz Lucanas (Region Ayacucho), während der Fluss im Unterlauf die Provinz Caravelí (Region Arequipa) durchquert. Der Río Acarí fließt in überwiegend südlicher Richtung und durchschneidet dabei die peruanische Westkordillere. Auf den oberen Flussabschnitten trägt der Fluss die Bezeichnungen Río Intoncca, Río Iruro und Río San José. Bei Flusskilometer 157 liegt die Ortschaft Lucanas 2 km nördlich des Flusslaufs. Wichtigster Nebenfluss ist der Río Chilques, der bei Flusskilometer 136, 9 km südsüdwestlich der Stadt Puquio, von links in den Río Acarí mündet. Im Unterlauf durchfließt der Río Acarí die wüstenhafte Küstenregion. 30 km oberhalb der Mündung passiert der Fluss die gleichnamige Ortschaft Acarí. Etwa 4 km oberhalb der Mündung überquert die Panamericana (Nationalstraße 1S) den Fluss. Dieser endet in einer Lagune, die bei geringer Wasserführung durch eine Sandbank vom Meer abgeschnitten ist. 

## Einzugsgebiet und Hydrologie
Der Río Acarí entwässert ein Areal von 4299 km². Das Einzugsgebiet des Río Acarí grenzt im Nordwesten an das des Río Santa Lucía, im Norden an die Einzugsgebiete von Río Grande und Río Pampas sowie im Südosten an das des Río Yauca. Das Flusssystem des Río Acarí wird hauptsächlich von Niederschlägen gespeist, die zwischen Januar und April in den höheren Lagen des Einzugsgebietes fallen. Der mittlere Abfluss liegt bei 19 m³/s.

## Biologie
Im Flusssystem des Río Acarí wurden vier Fischarten nachgewiesen. Die Schmerlenwels-Art Trichomycterus punctulatus, Basilichthys archaeus, ein Vertreter der Neuweltlichen Ährenfische, der eingeführte Guppy (Poecilia reticulata) sowie die im Mündungsbereich vorkommende Großkopfmeeräsche (Mugil cephalus).